# Rodney Bartholomew
Rodney Bartholomew (Port Sulphur, 21 maggio 1989) è un ex cestista statunitense, professionista nella NBDL.